# Bighorns de Billings
Les Bighorns de Billings sont une équipe de hockey sur glace qui était basée à Billings dans le Montana aux États-Unis qui a existé de 1977 à 1982. L'équipe était une nouvelle version des Centennials de Calgary et évoluait dans la Ligue de hockey de l'Ouest connue sous le nom anglais de Western Hockey League. Les maillots de l'équipe étaient inspirés de ceux des Capitals de Washington de la Ligue nationale de hockey. En 1982, la franchise déménage à Nanaimo en Colombie-Britannique pour une saison et prend le nom d’Islanders.

## Statistiques

### Bighorns de Billings
| No | Saison    | PJ | V  | D  | N  | BP  | BC  | Pts | Classement   | Séries éliminatoires                            | Entraîneur |
| -- | --------- | -- | -- | -- | -- | --- | --- | --- | ------------ | ----------------------------------------------- | ---------- |
| 1  | 1977-1978 | 72 | 32 | 31 | 9  | 342 | 336 | 73  | 2e centrale  | Finalistes contre les Bruins de New Westminster | Dave King  |
| 2  | 1978-1979 | 72 | 38 | 23 | 11 | 378 | 302 | 87  | 1er centrale | Éliminés en round-robin                         | Dave King  |
| 3  | 1979-1980 | 72 | 37 | 34 | 1  | 326 | 284 | 75  | 4e Est       | Défaite au premier tour                         | Les Calder |
| 4  | 1980-1981 | 72 | 30 | 40 | 2  | 334 | 334 | 62  | 5e Est       | Défaite en quart de finale de division          | Les Calder |
| 5  | 1981-1982 | 72 | 27 | 44 | 1  | 369 | 432 | 55  | 6e Est       | Défaite en quart de finale de division          | Les Calder |

### Islanders de Nanaimo
| No | Saison    | PJ | V  | D  | N | BP  | BC  | Pts | Classement | Séries éliminatoires | Entraîneur    |
| -- | --------- | -- | -- | -- | - | --- | --- | --- | ---------- | -------------------- | ------------- |
| 1  | 1982-1983 | 72 | 20 | 51 | 1 | 357 | 487 | 41  | 5e Ouest   | Non qualifiés        | Real Turcotte |